# Armin Delong
Armin Delong (29. ledna 1925 Bartovice, Ostrava – 5. října 2017 Brno) byl český vědec, fyzik a zakladatel elektronové mikroskopie v Československu.
Výrobě elektronových mikroskopů se věnoval od 50. let 20. století. V roce 1958 dostal na světové výstavě EXPO v Bruselu za svůj prototyp stolního elektronového mikroskopu BS242 zlatou medaili. Byl dlouholetým ředitelem Ústavu přístrojové techniky ČSAV v Brně, polistopadovým místopředsedou ČSAV (dnes AV ČR) a místopředsedou vlády České a Slovenské federativní republiky pro vědeckotechnický rozvoj.
Během svého působení na VUT a MU v Brně vychoval řadu nových spolupracovníků.
V roce 2005 mu byla za celoživotní vědecký přínos udělena cena Česká hlava za rozvoj elektronové mikroskopie v Československu a přenos oborového know-how do průmyslového využití. Jeho jméno nese firma Delong Instruments, sídlící v Brně.

## Život
Armin Delong se narodil v Bartovicích u Ostravy 29. ledna 1925. Jeho nečeské jméno svědčí o tom, že se nenarodil Čechům, nýbrž francouzským přistěhovalcům, kteří se zde usadili. Delong hovořil anglicky, rusky, francouzsky a německy, byl ženatý, měl dvě děti a jeho koníčkem byla hudba. Pracoval ve firmě, která sídlí v Králově Poli a nese jeho jméno – Delong Instruments, a také v Ústavu přístrojové techniky AV ČR.

### Mládí
Základní školu navštěvoval v Petřvaldě, poté reálné gymnázium v Orlové (1936–1938) a v Hranicích (1938–1944). Delongova záliba v elektronice začala už na základní škole, kdy ve třetí třídě dostal od otce elektrickou stavebnici. „Za chvíli jsem ze součástek uměl udělat i telefon. Později jsem stavěl primitivní rádia. Elektřina mě chytla, ale pak jsem se dostal do kola předválečných událostí,“ vzpomíná Delong, který právě kvůli událostem druhé světové války Těšínsko opustil a odešel do Hranic, kde ve fyzikálních pokusech pokračoval: „Pořád jsem stavěl rádia a vysílačky, i když to bylo zakázané. A těšil jsem se, až po válce půjdu do Brna studovat techniku,“ uvedl na to konto Delong.    

### Vysokoškolské studium a založení oboru elektronové mikroskopie v ČR
Po válce studoval na Vysoké škole technické Dr. Edvarda Beneše v Brně, elektrické inženýrství ve skupině orientované na slaboproud. Jako pomocná vědecká síla pro výzkum v oboru elektrických měření a konstrukcí měřicích přístrojů pod vedením prof. Bláhy se společně se spolužáky Drahošem a Zobačem začali zabývat konstrukcí elektronového mikroskopu. Spolu se svými spolupracovníky se mu podařilo přejít do nové vzniklé laboratoře elektronové mikroskopie, která se stala vedlejším pracovištěm Mikrobiologického ústavu ČSAV v Brně. Pracovníkům laboratoře se podařilo vyvinout stolní transmisní elektronový mikroskop a zavést jej do výroby v Tesle Brno. Stolní elektronový mikroskop byl mimořádně úspěšný a v roce 1958 získal zlatou medaili na Světové výstavě EXP058 v Bruselu. Profesorům A. Delongovi a V. Drahošovi byla udělena Státní cena a zájem o licenci na stolní elektronový mikroskop projevili v zahraničí, zejména ve Francii. V Tesle Brno rychle rostla jeho výroba a celkově bylo vyrobeno více než 1100 těchto mikroskopů.

### Založení Ústavu přístrojové techniky
Na základě prací profesorů Delonga a Drahoše byl v Brně založen Ústav přístrojové techniky ČSAV a firma Tesla zavedla jako jednu ze svých nosných aktivit právě výrobu elektronových mikroskopů. Mělo to vliv na rozvoj vědeckého kolektivu prof. Delonga i tým pracovníků v podniku TESLA Brno, domácího výrobce elektronových mikroskopů. Nové prototypy vznikaly právě v ústavu, který vedl profesor Delong, pak na čtyřicet let ovládly trh východního bloku. Pouze stále více zaostávající východní součástková základna a embargo na špičkové zahraniční technologie způsobily, že se brněnské elektronové mikroskopy postupně vzdálily světové špičce. Profesor Armin Delong působil ve funkci ředitele Ústavu přístrojové techniky ČSAV od roku 1961 do roku 1990. V roce 1957 se stal kandidátem věd (CSc.), v roce 1969 doktorem věd (DrSc.), dále se habilitoval na VUT a byl jmenován profesorem. V roce 1973 byl zvolen členem korespondentem Československé akademie věd, v roce 1981 se stal řádným členem (akademikem) ČSAV. Od dubna do června roku 1990 byl místopředsedou vlády České a Slovenské federativní republiky a předsedou státní komise pro vědecko-technický a investiční rozvoj.

### Ocenění a publikace
Delong byl nositelem řady vyznamenání za jedinečné konstrukce, zejména za první československý elektronový mikroskop (Řád práce,1953), za konstrukční práce v oboru elektronové mikroskopie (Státní cena Klementa Gottwalda, 1956). V roce 1985 mu byl udělen Řád Vítězného února „za vynikající zásluhy v oblasti výzkumu, vývoje a užití přístrojové techniky".
V roce 2005 se stal laureátem Národní ceny vlády České republiky Česká hlava. Velmi významného mezinárodního ocenění jeho průkopnické práce v oboru elektronové mikroskopie se mu dostalo zvolením za člena International Scientific Advisory Board, v kterém byli členy přední vědci v oblasti elektronové mikroskopie. Profesor Delong publikoval více než 120 odborných studií, řadu konferenčních příspěvků a dvě monografie o elektronové mikroskopii. V roce 1990 byl zvolen místopředsedou Československé akademie věd. V roce 2014 obdržel Cenu Jihomoravského kraje. Dne 28. října 2015 ho prezident Miloš Zeman vyznamenal medailí Za zásluhy.

## Elektronový mikroskop LVEM5
Armin Delong získal státní cenu Česká hlava v roce 2005, ve svých 80 letech, a to za celoživotní výzkum a vývoj, ale konkrétně také za elektronový mikroskop LVEM5.
Mikroskop LVEM5 (Low Voltage Transmission Electron Microscope) má rozlišení 2 nanometry, což je 100krát větší rozlišení než umožňuje kvalitní světelný optický mikroskop. Mikroskop LVEM5 jsou vlastně mikroskopy dva: zvětšuje se nejdříve v elektronové části a pak ještě v optické části. Hlavní přínos mikroskopu spočívá v lepší schopnosti zobrazovat biologické vzorky v přirozeném stavu. Biologický výzkum na klasickém elektronovém prozařovacím mikroskopu byl totiž umožněn jen umělým zvýšením atomové váhy pozorovaných objektů, tj. přidáním atomů těžkých kovů do preparátů. Membrána buňky se například zviditelnila nalepením atomů osmia, což ovšem znamená, že se tím zároveň poněkud změnily i vlastnosti pozorovaného objektu. Biologické objekty mají totiž hmotnost blížící se hmotnosti vody, a proto se u nich dosahuje jen malého kontrastu obrazu. Aby se dosáhlo výsledné rozlišovací schopnosti stejné jako u kovů, musí se udělat asi milion obrázků přes stejný objektiv, a pak se obrázky zprůměrují. To je dost nepraktické. Schůdnější cesta, jak zvýšit kontrast a rozlišovací schopnost prozařovacích elektronových mikroskopů, spočívá ve snížení energie jejich zobrazovacích elektronů. A tak právě funguje nízkonapěťový elektronový prozařovací mikroskop LVEM5. Je určen pro výzkum v biologii a lehkých materiálech, jejichž atomová hmotnost se blíží hmotnosti vody.